# Myrsine diazii
Myrsine diazii là một loài thực vật thuộc họ Myrsinaceae. Đây là loài đặc hữu của Peru.